# Jacint Codina i Pujols
Jacint Codina i Pujols va ser un polític i pastisser català. Va ser tinent d'alcalde de Vic des de l'any 1979 fins al 1991, President del Consell Comarcal d'Osona des del 1991 fins al 1995 i alcalde de la ciutat de Vic entre 1995 i 2007, amb Unió Democràtica de Catalunya. Al capdavant de l'ajuntament va impulsar la recuperació de la Universitat de Vic, la integració urbana del ferrocarril amb el soterrament de la línia de Renfe R3 i l’anomenat Model Vic d’educació. Després d'apartar-se de la política l'any 2007 va tornar de manera simbòlica l'any 2015 a les eleccions plesbicitàries del 27-S a l'última posició de la llista d'Unió per Barcelona encapçalada per Ramon Espadaler. Democristià, reconeixia públicament la influència que en ell havia causat Miquel Coll i Alentorn. També regentava el forn de Sant Miquel, una pastisseria de la Plaça Major de Vic, fins al 2014 quan va traspassar el negoci a PaVic.